# Sain Márton
Sain Márton (Máramarossziget, 1915. július 28. – Budapest, 1997. február 19.) matematikatörténész, gimnáziumi tanár.

## Élete és munkássága
Tanár-tanító családba született. Édesapja Sain Márton, polgári iskolai rajztanár, festőművész; édesanyja Nyéki Anna, egy máramarosszigeti iskolaigazgató lánya. 1919-től gyermekéveit Orosházán töltötte, itt járta ki elemi iskoláit és a középiskola alsó négy osztályát. A felső négy osztályt a hódmezővásárhelyi Bethlen Gábor Református Gimnáziumban végezte, ahol kitüntetéssel érettségizett 1933-ban. A vásárhelyi évek alatt alakult ki alapvetően szeretet-központú vallásos világnézete, amelyet élete végéig megtartott és fejlesztett.
Pályaválasztásakor édesanyja ambíciója, hogy fiából nagy tekintélyű bíró legyen, és saját ábrándja, hogy papként hirdesse Isten igéjét, azt a kompromisszumot eredményezte, hogy édesapja tanári hivatását válassza. 1938-ban szerzett középiskolai tanári oklevelet a Pázmány Péter Tudományegyetemen matematika és a fizika tárgyakból. Ha pap nem is vált belőle, egész életében hívő, bibliaolvasó ember maradt, és példamutató emberi magatartása nagy hatással volt tanítványaira. Kisugárzó szeretetével és hitével kollégái és számos tanítványa barátságát és szeretetét nyerte el.
Ifjúkori terve, hogy a tanítás mellett a fizika kutatásával is aktívan foglalkozzon, füstbe ment a történelem és az egyéni sors buktatóin. A katonai szolgálatok, valamint a szovjet „hadifogság” (1945–47), ahová már mint civilt fogták el Budán, miközben tanítani ment, körülbelül nyolc évet vettek el életének potenciálisan legkreatívabb időszakából.

## Munkahelyei
Nyugdíjba vonulásáig (1979) több mint 30 évig tanított a következő intézményekben:
- Orosházi Iparostanonc-iskola (1938-39, óraadó tanár)
- Mezőberényi Állami Polgári Fiú és Leányiskola (1941-42, próbaszolgálatos tanár)
- Beregszászi Állami Gimnázium (1942-43, helyettes tanár)
- Budapesti Református Gimnázium (1943-52, rendes tanár)
- Eötvös József Gimnázium (1952-54 és 1958-59, tanár)
- II. Rákóczi Ferenc Katonai Középiskola (1954-58, főtanár, évfolyamvezető)
- Fáy András Gimnázium (1959-61, tanár)
- Apáczai Csere János Gyakorló Iskola (1961-70, vezetőtanár)
- ELTE Radnóti Miklós Gyakorlóiskola (1970-79, vezetőtanár)
- ELTE Tanárképző Főiskolai Kar (ELTE-TFK) (1978-84, matematikatörténeti óraadó tanár)

## Művei, eredményei
Nyugdíjasként is oktatott matematikatörténetet, aminek művelése egész életében szívügye volt, s ekkor fejezte be nagy sikerű könyveinek többségét:
- Matematikatörténeti ABC (Tankönyvkiadó, 1974-87, öt kiadás)
- A fény birodalma (Gondolat Könyvkiadó, 1980)
- Nincs királyi út (Gondolat Könyvkiadó, 1986)

Társszerzője a következő műveknek:
- Matematika feladatgyűjtemény (Hack Frigyessel és Kovács Bertalannéval, Tankönyvkiadó, 1970-1990)
- Fizikatörténeti ABC (Gazda Istvánnal, Tankönyvkiadó, 1980-1989, három kiadás)
- Matematikatörténeti feladatok (Lévárdi Lászlóval, Tankönyvkiadó, 1982)
- Kémiatörténeti ABC (Balázs Lóránttal és Hronszky Imrével, Tankönyvkiadó, 1981)

Ő írta a Magyar nagylexikon és a Magyar tudóslexikon matematikus-életrajzait. Könyvein kívül különböző folyóiratokban megjelent több mint nyolcvan, a matematikát népszerűsítő matematikatörténeti cikke is. Kiadatlanul maradt az Ezer matematikus című életrajzi gyűjteménye. Publikációiban a széles körű ismeretterjesztésre vállalkozott, és mindvégig arra törekedett, hogy írásainak megértéséhez elegendő legyen a középiskolai végzettség.
A tanítás mellett aktívan jelen volt sok kísérleti jellegű pedagógiai vállalkozásban:
- A Művelődésügyi Minisztérium és a Pedagógusok Szakszervezete által kiírt újítási pályázaton Matematika Kabinet terve című pályamunkája II. díjat nyert 1966-ban.
- A Felsőoktatási Pedagógiai Központ megbízásából egy természettudományos szakkör számára matematikai anyagot állított össze 1969-ben.
- Programozott oktatási kísérletéről tartott beszámolót az ELTE Neveléstudományi Tanszékének 1965-ben rendezett tudományos ülésén. (Ez megjelent a Pedagógiai Közlemények 4. füzetében.)
- A TANÉRT megbízásából Mi az érintő? című 1971-es oktatófilm szcenáriumát 1970-ben készítette el.
- Az 1971-ben megjelent, középiskolák számára készült feladatgyűjteménynek és a hozzá tartozó tanári segédkönyvnek szerkesztője és társszerzője.

## Elismerések
- Az oktatásügy kiváló dolgozója (1956)
- Kiváló tanár (1969)
- A Munka Érdemrend arany fokozata (1979)